# قونية سبور 1922
قونية سبور 1922 (بالتركية: 1922 Konyaspor)‏ هو نادٍ تركي محترف لكرة القدم مقره في قونية. تأسس في عام 1955 ويرتدي زي باللونين الأخضر و الأبيض. 